# Лінія Армстронга

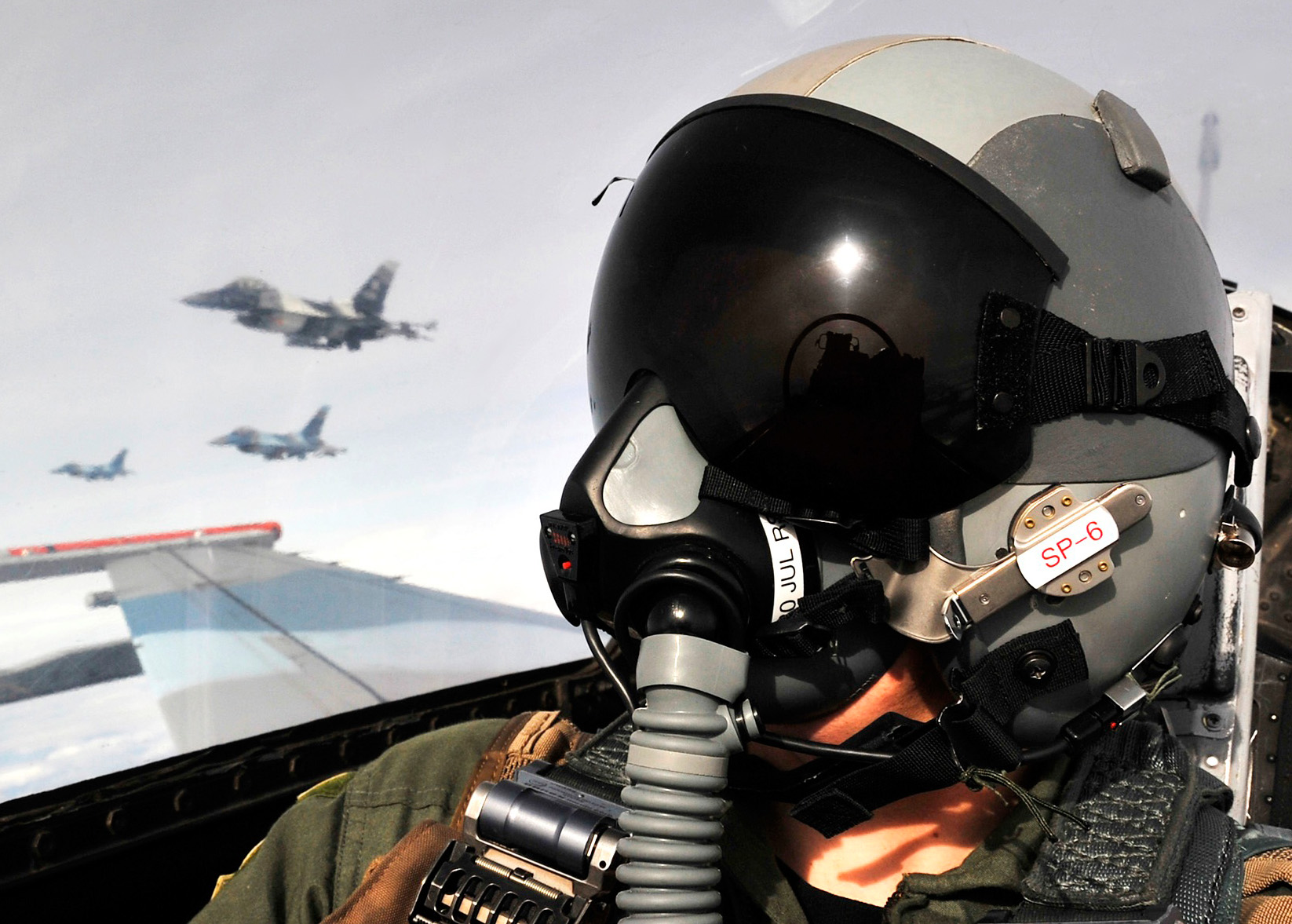
Якщо кабіна літака втрачала тиск, коли літак був вище від межі Армстронга, навіть киснева маска з додатним тиском не могла підтримати притомність пілота.

Межа Армстронга або лінія Армстронга — висота, вище від якої атмосферний тиск настільки низький, що вода закипає за нормальної температури людського тіла. Вплив тиску, нижчого від цієї межі, призводить до швидкої непритомності, що супроводжується низкою змін серцево-судинної та неврологічної функцій і, зрештою, смертю, якщо тиск не відновиться протягом 60–90 секунд. На Землі межа становить близько 18–19 км над рівнем моря, вище атмосферний тиск повітря стає меншим від 0,0618 атм (6,3 кПа, 47 мм рт. ст.). Стандартна модель атмосфери США встановлює тиск Армстронга на висоті 63 000 футів (19 202 м).
Цей термін названо на честь генерала ВПС США Гаррі Джорджа Армстронга, який першим виявив це явище.

## Вплив на рідини в організмі
| Розташування              | Тиск                  |
| ------------------------- | --------------------- |
| Вершина Олімпу (Марс)     | 72 Па (0,0007 атм)    |
| Середнє значення на Марсі | 610 Па (0,006 атм)    |
| Рівнина Еллада внизу      | 1,16 кПа (0,0114 атм) |
| Межа Армстронга           | 6,25 кПа (0,0617 атм) |
| Вершина Евересту          | 33,7 кПа (0,3326 атм) |
| Рівень моря на землі      | 101,3 кПа (1 атм)     |
| Рівень Мертвого моря      | 106,7 кПа (1,053 атм) |
| Поверхня Венери           | 9200 кПа (91,8 атм)   |

За межею Армстронга відкриті рідини в організмі, такі як слина, сльози, сеча та рідини, що змочують альвеоли в легенях, але не судинна кров (кров у системі кровообігу), будуть википати без висотно-компенсувального костюму, і жодна кількість кисню для дихання, уведеного будь-яким способом, не підтримає життя більше кількох хвилин. У технічному звіті НАСА Небезпеки швидкої (вибухової) декомпресії в осіб у висотно-компенсувальних костюмах (Rapid (Explosive) Decompression Emergencies in Pressure-Suited Subjects), в якому розглядається коротке випадкове потрапляння людини у вакуум, зазначається: «Суб'єкт пізніше повідомив, що … його останній свідомий спогад був про слину, яка починає кипіти на язику».
За номінальної температури тіла 37 °С, тиск насиченої пари води становить 6,3 кПа (47 мм рт. ст.); тобто, за атмосферного тиску 6,3 кПа, температура кипіння води буде 37 °С. Тиск 6,3 кПа — межа Армстронга — становить приблизно 1/16 від стандартного атмосферного тиску на рівні моря 101,3 кПа (760 мм рт. ст.). Сучасні формули для розрахунку стандартного тиску на цій висоті змінюються, але загальна формула  показує, що 6,3 кПа приблизно відповідає висоті 19 км.
Артеріальний тиск — манометричний, тобто вимірюється відносно тиску навколишнього середовища. До тиску крові потрібно додати тиск навколишнього середовища для розрахунку, коли кров закипить. Це схоже на спущену автомобільну шину: навіть за нульового манометричного тиску в спущеній шині на висоті межі Армстронга все одно буде абсолютний тиск (тиск відносно ідеального вакууму) 6,3 кПа, тобто рівний тиску навколишнього середовища на цій висоті. Якщо ж шину накачати до ненульового манометричного тиску, то цей тиск додасться до 6,3 кПа навколишнього тиску. Це означає, що в людини з діастолічним нижнім кров'яним тиском, як правило, 8 кПа, артеріальний тиск становив би 14,3 кПа (сума артеріального тиску та тиску навколишнього середовища). Цей тиск більш ніж удвічі перевищує тиск навколишнього середовища на межі Армстронга і він більш ніж достатній, щоб запобігти прямому закипанню крові на висоті 19 км, поки б'ється серце.

## Гіпоксія нижче межі Армстронга

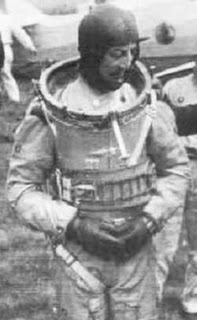
Маріо Пецці, пілот 1937 року в костюмі під тиском, щоб уникнути гіпоксії.

Значно нижче межі Армстронга, люди зазвичай потребують додаткового кисню, щоб уникнути гіпоксії. Для більшості людей це зазвичай потрібно на висоті вище 4500 м. Комерційні реактивні лайнери мають підтримувати тиск у кабіні на висоті не більше 2400 м (8000 футів). Правила США для повітряних суден загальної авіації (поза авіалініями, недержавні рейси) вимагають, щоб мінімально необхідний льотний склад, але не пасажири, перебував на додатковому кисні, якщо літак проводить більше ніж пів години на висоті вище 3800 м (12 500 футів). Мінімальний необхідний льотний екіпаж повинен перебувати на додатковому кисні, якщо літак на будь-який час перевищує висоту 4300 м (14 000 футів), і навіть пасажири повинні бути забезпечені додатковим киснем вище 4500 м (15 000 футів). Парашутисти, які перебувають на висоті лише недовго перед стрибком, зазвичай не перевищують 4500 м (15 000 футів).

## Історичне значення
Межа Армстронга визначає висоту, пов'язану з об'єктивним природним явищем: тиском насиченої пари води з температурою тіла. В кінці 1940-х років це була нова жорстка межа висоти, на якій досліджувався вплив гіпоксії на фізіологію людини, раніше відомий з нижчих висотах. На висотах, значно нижчих за межу Армстронга, здавна носили костюми під тиском, щоб уникнути гіпоксії. В 1936 році Френсіс Суейн з Королівських ВПС у костюмі під тиском досяг на літаку Bristol Type 138 висоти 15 230 м. Через два роки італійський військовий офіцер Маріо Пецці, одягнений у костюм під тиском, установив рекорд висоти 17 083 м у своєму біплані Caproni Ca.161bis, проте він був значно нижче від висоти, на якій вода закипає за температури тіла.
Для добре тренованого та досвідченого пілота костюм під тиском зазвичай обов'язковий на висоті близько 15 000 м для безпечної експлуатації літака в не герметизованій кабіні. В кабіні зі зниженим тиском на висоті більш як 11 900 м над рівнем моря, фізіологічною реакцією, навіть при вдиху чистого кисню, є гіпоксія - неадекватний рівень кисню, що спричиняє дезорієнтацію та можливу непритомність. Повітря містить 20,95 % кисню. На висоті 11 900 м, дихаючи чистим киснем через незащільнену маску для обличчя, дихають під тим самим парціальним тиском кисню, який відчували б у звичайному повітрі приблизно на 3600 м над рівнем моря. На більших висотах, щоб підтримувати фізіологічно адекватний парціальний тиск кисню, його слід подавати через герметичну маску з підвищеним тиском. Якщо людина не вдягнута в костюм під тиском або одяг проти тиску, який обмежує рух грудей, повітря під високим тиском може спричинити пошкодження легенів.
Для сучасних військових літаків, таких як F-22 та F-35 США, обидва з яких мають експлуатаційну висоту 18 000 м або більше, пілот носить протиперевантажувальний костюм. У разі втрати тиску в кабіні киснева система перемикається в режим додатного тиску, щоб подавати кисень, під тиском, що перевищує тиск навколишнього середовища, до спеціальної герметичної маски, а також пропорційно надувати одяг. Одяг протидіє розширенню грудної клітки пілота, щоб запобігти легеневій баротравмі, поки пілот не зможе спуститися на безпечну висоту.

## Див. також

Порівняння графіку температури та тиску міжнародної стандартної атмосфери з межею Армстронга та приблизними висотами різних об'єктів